# 数据绑定
数据绑定（英語：Data binding）是将“提供器”的数据源与“消费者”绑定并使其同步的一种通用技术。这通常用两种不同语言的数据/信息源完成，如XML数据绑定。在UI数据绑定中，相同语言但不同逻辑功能的数据与信息对象被绑定在一起（例如Java UI元素到Java对象）。
在数据绑定过程中，每个数据更改会由绑定到数据的元素自动反射。术语“数据绑定”也指一个外部数据表示随元素更改产生变化，并且底层数据自动更新以反映此更改。举例来说，对一个文本框的更改可能修改其根源的数据值。

## 数据绑定框架和工具

### Delphi
- DSharp第三方数据绑定工具
- OpenWire（英语：OpenWire (library)） Visual Live Binding - 第三方可视数据绑定工具
- LiveBindings

### C#
- Windows Presentation Foundation

### JavaScript
- AngularJS
- Backbone.js
- BindingJS
- Datum.js[3]
- EmberJS（英语：EmberJS）
- 通用数据绑定器
- KnockoutJS（英语：KnockoutJS）
- React
- SAPUI5、OpenUI5（英语：OpenUI5）
- Vue.js

### Java
- Google Web Toolkit

### Objective-C
- AKABeacon iOS数据绑定框架

### Scala
- Binding.scala[4]，用于Scala的响应式数据绑定框架。

## 拓展阅读
- Noyes, Brian. . Pearson Education. 12 January 2006. ISBN 978-0-321-63010-0.